# Pandanus amissus
Pandanus amissus är en enhjärtbladig växtart som beskrevs av Huynh. Pandanus amissus ingår i släktet Pandanus och familjen Pandanaceae. Inga underarter finns listade.